# آيفون إكس إس
آيفون إكس إس و آيفون إكس إس ماكس هاتفان ذكيان من تصميم وتطوير وتسويق أبل، أعلن عنه المدير التنفيذي للشركة تيم كوك في كوبيرتينو بولاية كاليفورنيا بتاريخ يوم 19 سبتمبر عام 2018، وذلك بالترافق مع الإعلان عن الآيفون إكس آر وساعات أبل 4. وقد طُرِحا في الأسواق بتاريخ 21 سبتمبر عام 2018، وهما عبارة عن نسختان معدَّلتان من آيفون X
حيث أصلحت بعض العيوب وأعطيا أداء ومواصفات أفضل ومظهرًا محسَّنًا فأصبحا بمثابة سلاح دمار شامل بالنسبة للشركات الأخرى المنافسة مثل  سامسونج.
نظرًا لطرح آيفون إكس إس، وآيفون إكس إس ماكس، وآيفون إكس آر، فقد تم إيقاف إنتاج هواتف آيفون إكس الأقدم، وهو ما جعل الآيفون  إكس أقصر آيفون يطرح للبيع من حيث المدة على الإطلاق كجهاز رئيسي مع فترة لم تتجاوز 10 أشهر فقط.

## خصائص
يتمتع الآيفون إكس إس بنفس تصميم الآيفون إكس ولكن بحجم أكبر، وذلك في التغيير الجذري من أبل لتصميم هواتف آيفون منذ الإعلان عن الآيفون إكس عام 2017، ومثله مثل معظم الهواتف الرائدة من الشركات المنافسة آنذاك، فقد اعتمد تصميم الهاتف على شاشة دون حواف تقريبًا تشغل حيز معظم الجهة الأمامية للهاتف على غرار كل من جالاكسي إس 9، ونوت 9، وإل جي V30S ThinQ، وهاتف شاومي مي ميكس 3، وهاتف إسينشل، ويدعم الهاتف الجديد ميزة مقاومة الماء والغبار.
ويتيح الآيفون إكس إس ماكس للمستخدمين الوصول للشاشة الرئيسية وإغلاق التطبيقات من خلال خاصية السحب من الأسفل إلى الأعلى، ويدعم كذلك فتح قفل الهاتف من خلال ميزة فيس آي دي (بصمة الوجه) باستخدام كاميرا تعمل بالأشعة تحت الحمراء وتتوفر على حسّاسات وكاميرات خاصة للتعرف على وجوه المستخدمين. ويدعم آيفون إكس إس ماكس الرموز التعبيرية المتحركة يتم تخصيصها لتتلائم مع وجهك تدعى Memoji التي يمكن للمستخدمين تحريكها باستخدام ميزة التعرف على الوجوه.

## كاميرا
كاميرا خلفية مزدوجة 12 ميجا بكسل مع عدسة واسعة الزاوية وعدسة مقربة للمسافات مع إمكانية نمط بورتريه مع تأثير بوكيه المطور وميزة ضبط العمق وإضاءة بورتريه وميزة HDR الذكية للصور، كاميرا TrueDepth أمامية 7 ميجا بكسل مع إمكانية البصمة الوجه ونمط بورتريه مع تأثير بوكيه المطور وميزة ضبط العمق وإضاءة بورتريه و نطاق ديناميكي أوسع للفيديو بمعدل 30 إطاراً في الثانية و تثبيت سينمائي للفيديو (1080p و720p) وميزة Animoji وميزة Memoji.

## وصلات خارجية
- الموقع الرسمي (بالإنجليزية)
- الموقع الرسمي (بالعربية)